# Климовское сельское поселение (Ленинградская область)
Кли́мовское се́льское поселе́ние — упразднённое муниципальное образование на территории Бокситогорского района Ленинградской области. Административным центром являлась деревня Климово.

## Географические данные
Площадь поселения составляла 76 368 га. 
Располагалось в южной части района, граничило с Хвойнинским районом Новгородской области и Чагодощенским районом Вологодской области.
Расстояние от административного центра поселения до районного центра составляло 101 км.

## История
По данным 1966 года центр Озеревского сельсовета был перенесён в деревню Климово.
По состоянию на 1990 год сельсовет был переименован в Климовский.
18 января 1994 года постановлением главы администрации Ленинградской области № 10 «Об изменениях административно-территориального устройства районов Ленинградской области» Климовский сельсовет, также как и все другие сельсоветы области, преобразован в Климовскую волость.
1 января 2006 года в соответствии с областным законом № 78-оз от 26 октября 2004 года «Об установлении границ и наделении соответствующим статусом муниципального образования Бокситогорский муниципальный район и муниципальных образований в его составе» образовано Климовское сельское поселение, в его состав вошли территории бывших Климовской и Журавлёвской волостей.
В мае 2019 года Климовское сельское поселение влилось в Ефимовское городское поселение.

## Население
| 2006  | 2010  | 2011  | 2012  | 2013  | 2014  | 2015  |
| ----- | ----- | ----- | ----- | ----- | ----- | ----- |
| 1200  | ↘1058 | ↘1054 | ↘1024 | →1024 | ↗1030 | ↗1037 |
| 2016  | 2017  | 2018  | 2019  |       |       |       |
| ↘1023 | ↗1032 | ↘1010 | ↘960  |       |       |       |

## Населённые пункты
В состав поселения входят 29 населённых пунктов:
| №  | Населённый пункт | Тип населённого пункта          | Население   |
| -- | ---------------- | ------------------------------- | ----------- |
| 1  | Бережок          | деревня                         | ↗26 (2017)  |
| 2  | Бирючово         | деревня                         | ↘26 (2017)  |
| 3  | Вороньи Горки    | деревня                         | ↘6 (2017)   |
| 4  | Городок          | деревня                         | ↘7 (2017)   |
| 5  | Дубровка         | деревня                         | ↗16 (2017)  |
| 6  | Дятелка          | деревня                         | ↘11 (2017)  |
| 7  | Журавлёво        | деревня                         | ↗134 (2017) |
| 8  | Забелино         | деревня                         | ↗43 (2017)  |
| 9  | Заполье          | деревня                         | ↗12 (2017)  |
| 10 | Климово          | деревня, административный центр | ↘561 (2017) |
| 11 | Коргорка         | деревня                         | ↗11 (2017)  |
| 12 | Коростелево      | деревня                         | 8           |
| 13 | Курята           | деревня                         | ↘1 (2017)   |
| 14 | Логиново         | деревня                         | ↗17 (2017)  |
| 15 | Моклаково        | деревня                         | ↘0 (2017)   |
| 16 | Мыза             | деревня                         | ↗2 (2017)   |
| 17 | Мышкино          | деревня                         | ↗17 (2017)  |
| 18 | Новиково         | деревня                         | ↗15 (2017)  |
| 19 | Новинка          | деревня                         | ↘11 (2017)  |
| 20 | Озерёво          | деревня                         | ↘19 (2017)  |
| 21 | Селище           | деревня                         | ↗39 (2017)  |
| 22 | Толсть           | деревня                         | ↘19 (2017)  |
| 23 | Труфаново        | деревня                         | →3 (2017)   |
| 24 | Турандино        | деревня                         | ↗43 (2017)  |
| 25 | Тушемля          | деревня                         | ↗15 (2017)  |
| 26 | Усадище          | деревня                         | ↗25 (2017)  |
| 27 | Утликово         | деревня                         | ↗41 (2017)  |
| 28 | Чисть            | деревня                         | →1 (2017)   |
| 29 | Шульгино         | деревня                         | ↘6 (2017)   |